# Numponi
Numponi is een bestuurslaag in het regentschap Belu van de provincie Oost-Nusa Tenggara, Indonesië. Numponi telt 2416 inwoners (volkstelling 2010).